# Transhab

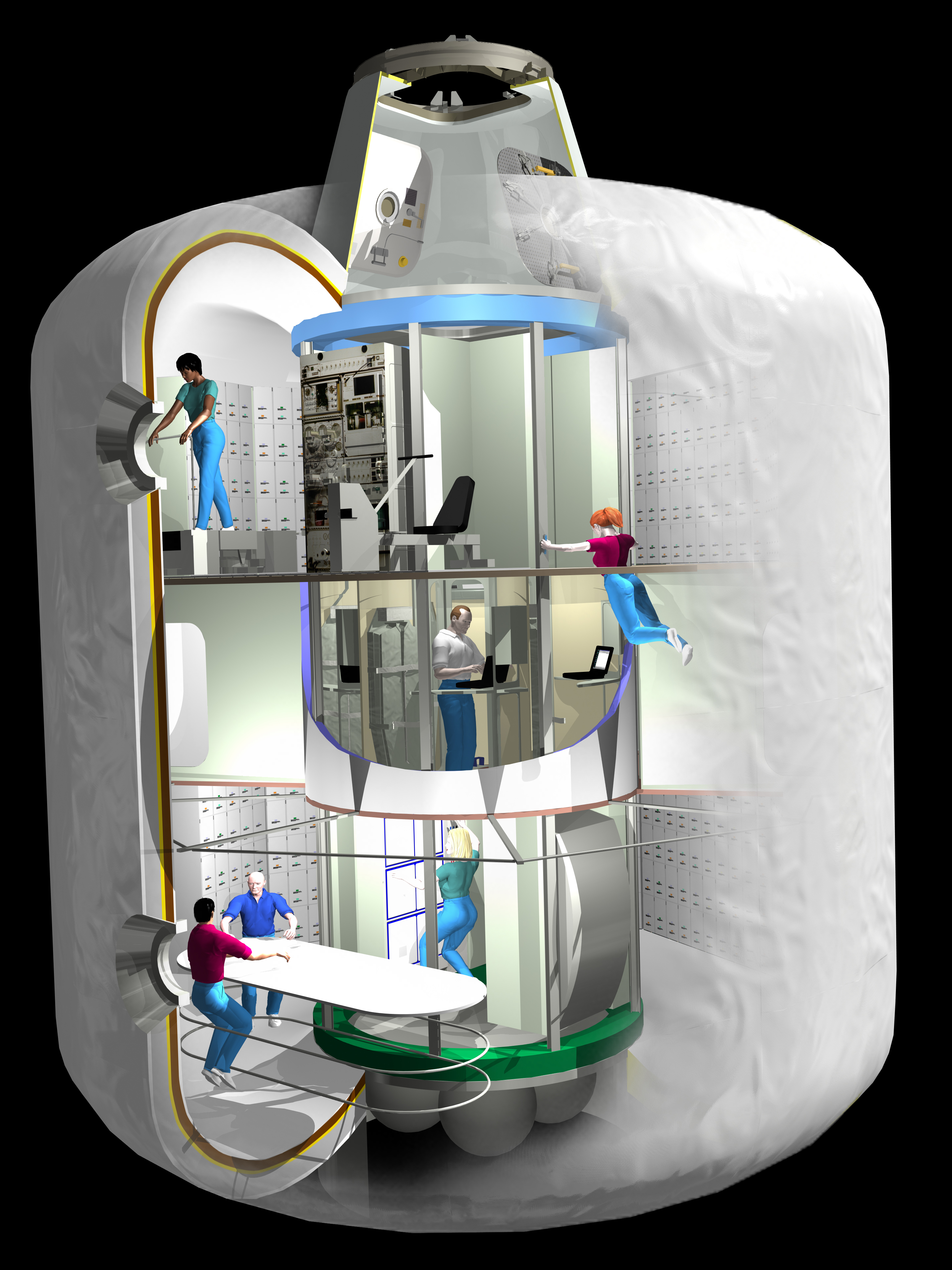
Proyecto Transhab (NASA)

Transhab era un concepto propuesto por la NASA para el desarrollo de hábitats inflables en el espacio. Aunque el proyecto ha sido cancelado por problemas de presupuesto, Bigelow Aerospace ha adquirido los derechos de las patentes desarrolladas por la NASA y está preparando una estación espacial civil con un esquema similar. El módulo Genesis Pathfinder es una versión a escala 1:3 de un hábitat espacial, lanzado el 12 de julio de 2006 con un cohete ruso Dnepr.